# Tell All the People
Tell All the People è una canzone del gruppo rock statunitense The Doors, i testi della canzone vennero scritti dal chitarrista Robby Krieger, tranne qualche verso che invece è stato modificato da Jim Morrison. Fu il terzo singolo estratto dall'album The Soft Parade, il nono nella discografia complessiva dei Doors. Il 45 giri venne pubblicato nel giugno 1969, scalò le classifiche fino ad arrivare alla posizione n°57.

## Il testo
Jim Morrison fu sin dall inizio molto contrario al testo di Krieger precisamente ai versi: «Can't you see me growing, get your guns\The time has come\To follow me down» quasi a temere che il pubblico si presentasse ai concerti armato. Le già troppo pesanti pressioni della causa per oscenità e comportamento lascivo in seguito al concerto di Miami, lo spinsero a prendere precauzioni e infatti pretese che da quel momento sarebbero stati specificati gli autori dei versi sul retro degli album. Così fu fino all uscita di L.A Woman nel '71.

## Classifica
| Anno | Singolo                       | Chart             | Posizione |
| ---- | ----------------------------- | ----------------- | --------- |
| 1969 | Tell All the People/Easy Ride | Billboard Hot 100 | 57        |